# Alfredo Andersen
Alfred Emil Andersen  (n. 3 de noviembre de 1860 en Kristiansand - f. 9 de agosto de 1935 en Curitiba) fue un artista, pintor , escultor, decorador, escenógrafo y profesor noruego que vivió en Brasil .
El artista es considerado el "padre de la pintura del Paraná".

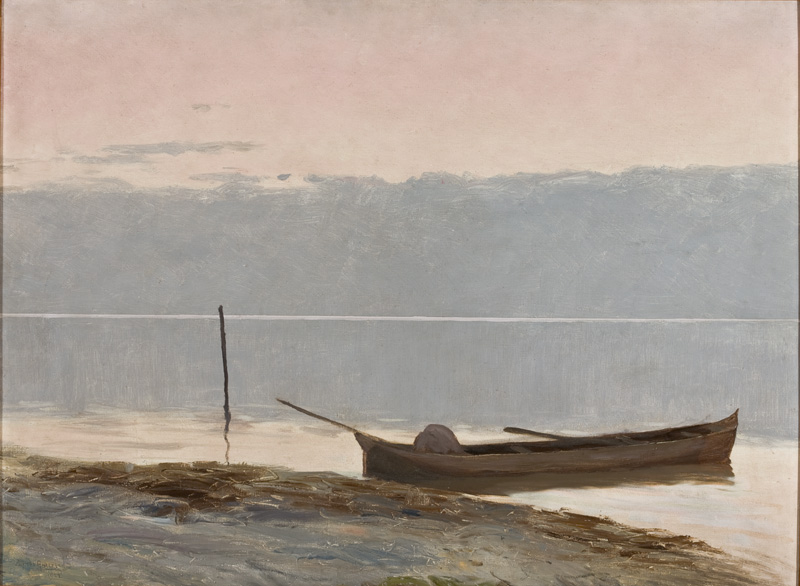
Paisaje con canoa en la orilla (1922). En el Museo de Arte de São Paulo.

## Vida y obras
Hijo del Capitán de la Marina Mercante Tobias Andersen y de Hanna Carine Andersen, a la edad de 13 años pintó su primera pantalla: "Akt".
Comenzó sus estudios a los 17 años en la Academia de Bellas Artes de Christiania (actual Oslo), como alumno de Wilhelm Krogh, conocido pintor en Noruega . Más tarde asistió a la Real Academia de Bellas Artes de Copenhague, Dinamarca, entre 1879 y 1883, donde posteriormente fue profesor de dibujo.
En 1884, llevó a cabo su primera exposición individual.
Hizo un viaje a los trópicos a bordo de un velero, llegó a la costa brasileña, que le causó una profunda impresión y pintó un lienzo en el puerto de Cabedelo, en Paraíba. Más tarde, decidió regresar a América, específicamente a Buenos Aires, pero al pasar por Paranaguá, donde su barco se detuvo a realizar algunas reparaciones, le gustó el lugar y decidió quedarse en Brasil.
En Paranaguá conoció a Anna de Oliveira, una joven veinticinco años más joven, descendiente de los indios Carijó. Juntos tuvieron cuatro niños.
Después de 1902, se trasladó a Curitiba, donde fundó una escuela de dibujo y pintura. Más tarde, fue profesor de dibujo del Colegio Alemán y de la Universidad Paranaense , y director de las clases nocturnas en la Escuela de Artes e Industrias.
En 1907, realizó su primera exposición individual en Curitiba, con 18 óleos, entre ellos cuatro retratos y paisajes y figuras. A esta siguieron varias otras exposiciones en Curitiba (1914, 1920, 1923 y 1930), en Río de Janeiro (1918) y São Paulo (1921).
Participó en el Salón de Bellas Artes , obteniendo mención de honor (1916) y medalla de bronce (1933).

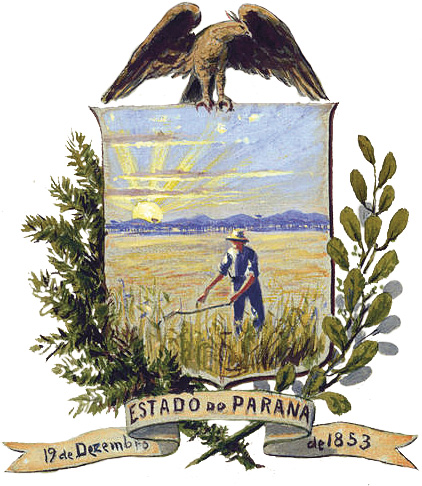
Escudo de Paraná (1910)

El gobierno noruego le ofreció la dirección de una Escuela de Bellas Artes en 1927, pero después de un año regresó a Paraná. De este periodo en Noruega es su "Retrato de Knut Hamsun", actualmente conservado en la Galería Nacional de Noruega.
Después de cumplir 71 años el 3 de noviembre de 1931, Andersen fue galardonado con el título de Ciudadano de Honor de Curitiba por los servicios prestados al arte de Paraná, el primer título concedido a cualquier persona por el Ayuntamiento.
Pintó en 1932, su más conocido autorretrato, que ahora pertenece al Museo Nacional de Bellas Artes.
Andersen llegó a ser llamado el "padre de la pintura Paranaense". Murió el 9 de agosto de 1935, en su casa-estudio, más tarde transformada en el Museo Alfredo Andersen.
En 1959, el Museo fue creado oficialmente pasando a llamarse Casa de Alfredo Andersen - Escuela y Museo de Arte. Más tarde el edificio fue catalogado por el Patrimonio Histórico y Artístico del Estado y en 1979 cambió su nombre al Museo Alfredo Andersen . 

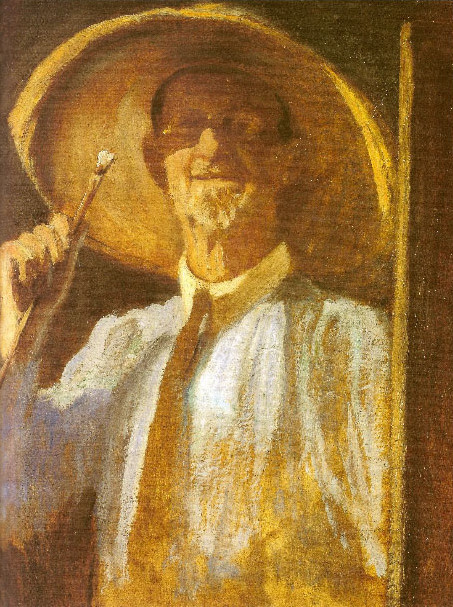
Autorretrato de 1932.

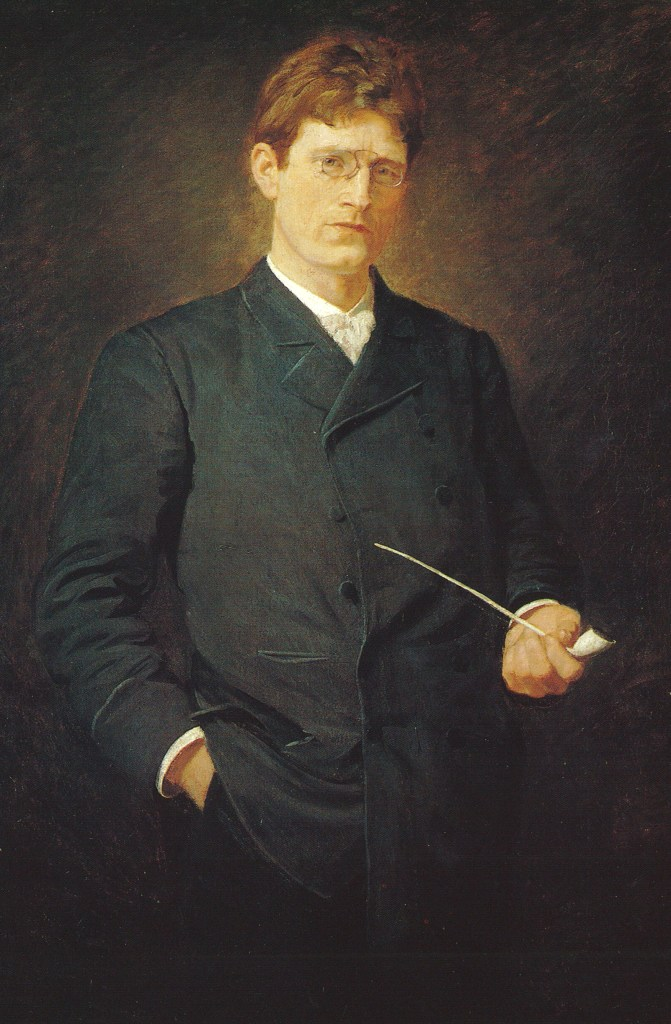
Retrato de Knut Hamsun

## Formación
- 1874/1877 - Oslo (Noruega) - Estudió con Wilhelm Krogh, después de enviarle dibujos para que le aceptase como su asistente.
- 1879/1883 - Copenhague (Dinamarca) - Estudió como bolsista en la Real Academia de Bellas Artes.
- 1884/1886 - Oslo (Noruega) - Estudió con el pintor Olaf Isaachsen.

## Cronología
- 1874/1877 - Oslo (Noruega) - Asistente en el taller de Wilhelm Krogh, trabajó como pintor de terracotas y diseñador de escenografías.
- 1877/1884 - Copenhague (Dinamarca) - Vive en esa ciudad.
- 1879/1883 - Copenhague (Dinamarca) - Profesor de dibujo libre en la Escuela Infantil de Vesterbron.
- 1890/1892 - Realizó un largo viaje por los trópicos: visitó México, Barbados y pasó por la Región Nordeste de Brasil.
- 1892 - Inició un nuevo viaje con destino a Buenos Aires, Sudáfrica, Asia y América del Norte, pero acaba instalándose en la Región Sur del Brasil, en el Paraná
- 1893 - Paranaguá/PR - Vivió en esa ciudad.
- 1902/1935 - Curitiba/PR - Vivió en esa ciudad.
- 1902 - Curitiba/PR - En su taller, fundó una escuela particular de dibujo y pintura, que tuvo gran importancia en la formación de varios artistas paranenses.
- 1903/1909 - Curitiba/PR - Profesor de diseño del Escuela Alemana de Paraná y del Colégio Paranaense.
- 1909 - director de las clases nocturnas de la Escola de Belas Artes e Indústria.
- 1927 - Noruega - Viajó a ese país, hospedándose en la casa de Wilhelm Krogh, y regresó al Brasil en el año siguiente.
- 1931 - Curitiba/PR - Recibió el título de Ciudadano de Curitiba
- 1951 - Curitiba/PR - Fue homenajeado mediante la exposición de algunos de sus óleos en el 4º Salón de Bellas Artes del Club Concórdia
- 1960 - Curitiba/PR - Fue homenajeado en el 17º Salón Paranaense de Bellas Artes en el centenario de su nacimiento, en la Biblioteca Pública de Paraná.

## Galería de imágenes

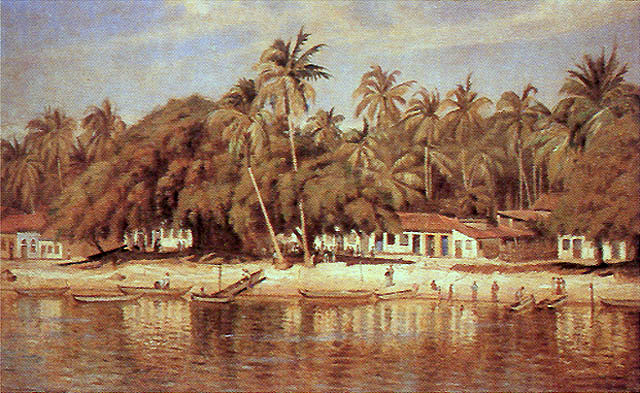
Porto de Cabedelo (1892)
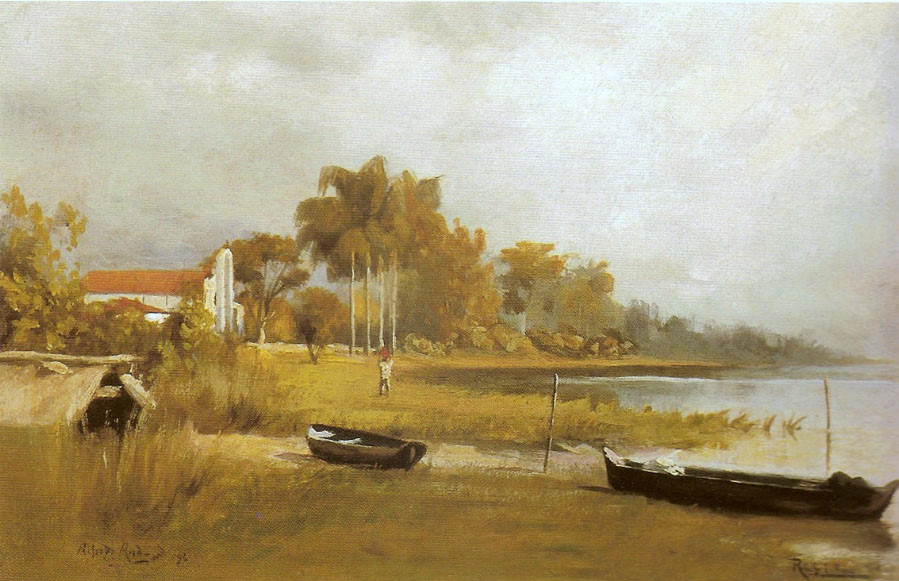
Rocío (1896)
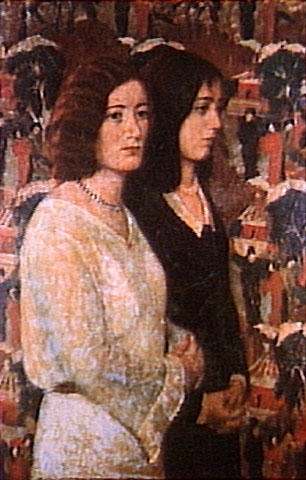
Duas raças (1932)
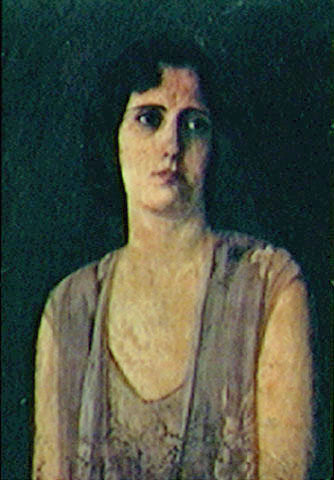
Retrato de senhora(f.d.)
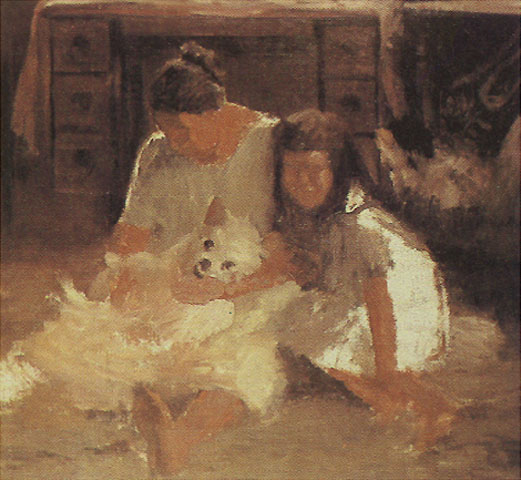
Intimidade I (f.d.)
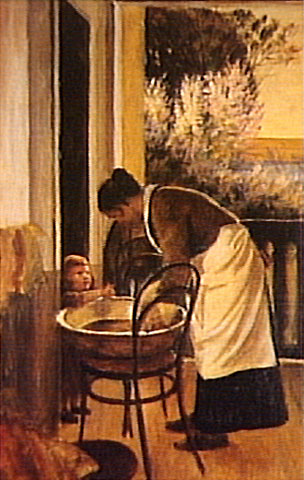
Intimidade II (f.d.)
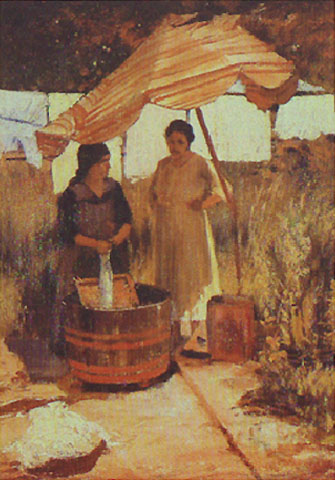
Lavando roupa (f.d.)
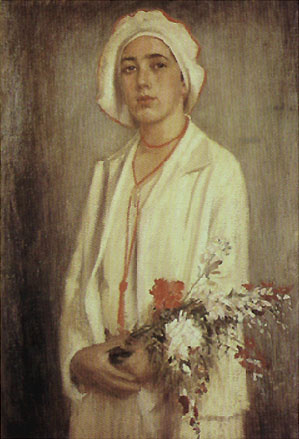
Retrato de Guigui
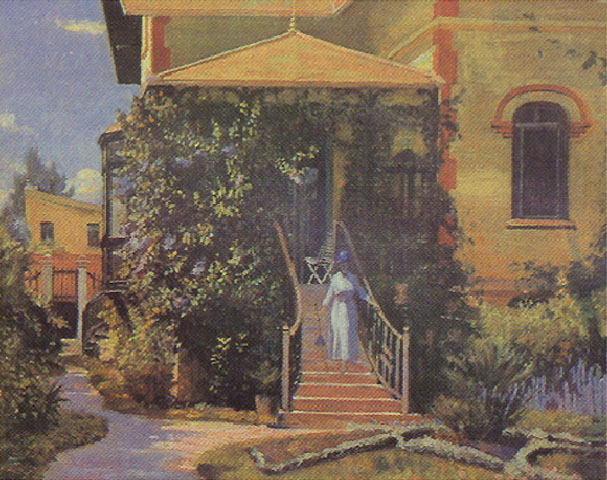
Residência da Família Laforge (1912)
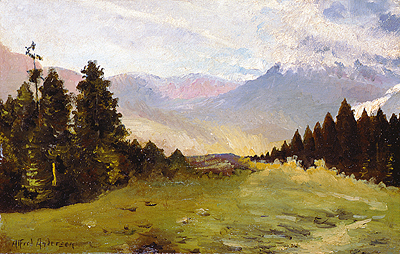
Paisagem(f.d.)
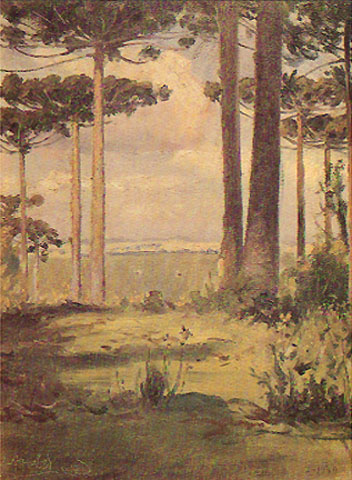
Pinheiros (1930)
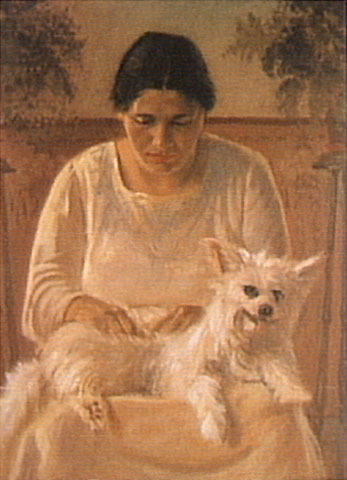
Retrato de Hanna Andersen com o Cachorro (f.d.)
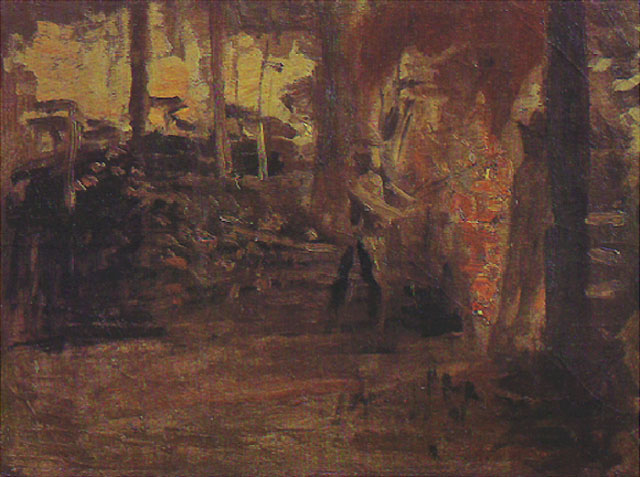
Sapecada (f.d.)
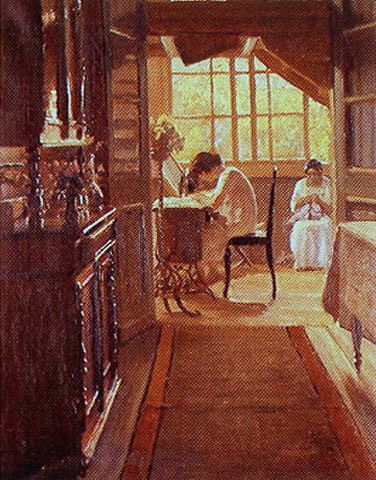
Vida laboriosa (f.d.)
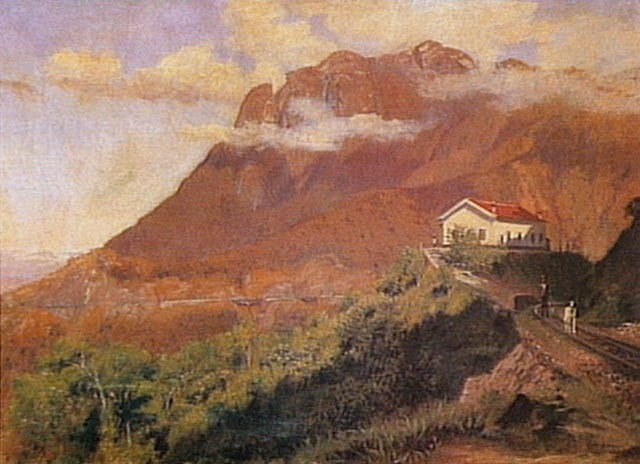
Vista da Curva do Cadeado, (h.1920)
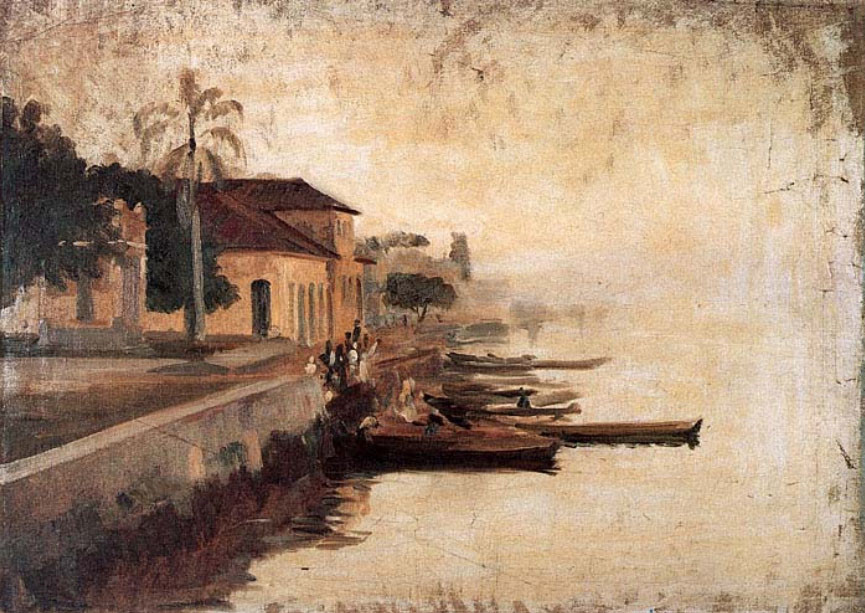
Porto de Paranaguá (f.d.)
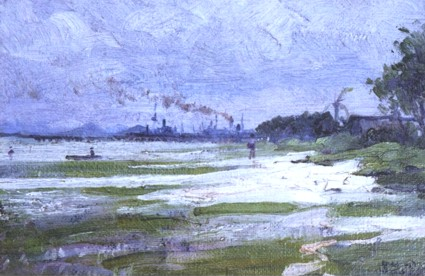
Porto de paranagua
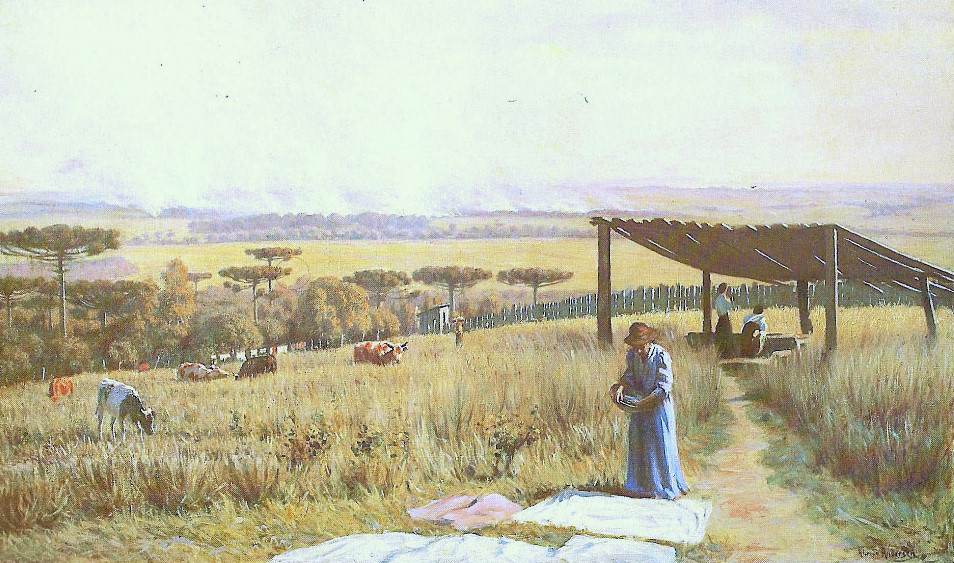
Queimada (Lavadeiras)(f.d.)
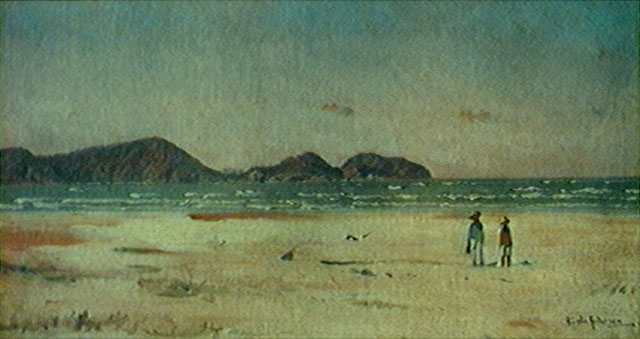
Entrada da Barra do Sul
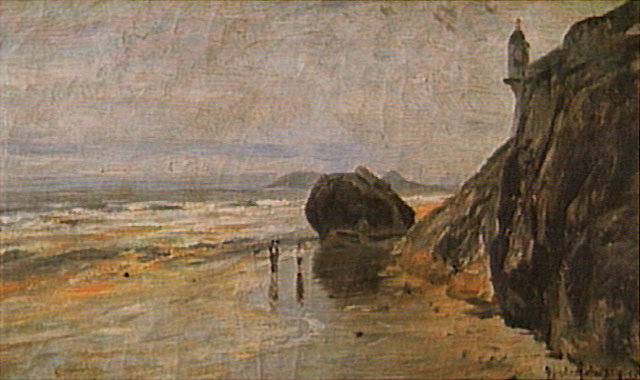
Ilha do Mel
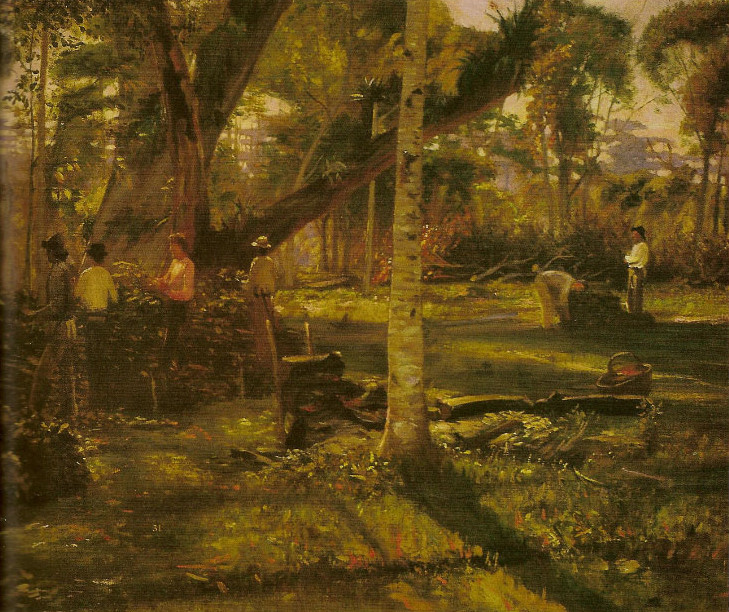
Sapeco da erva-mate (f.d.)
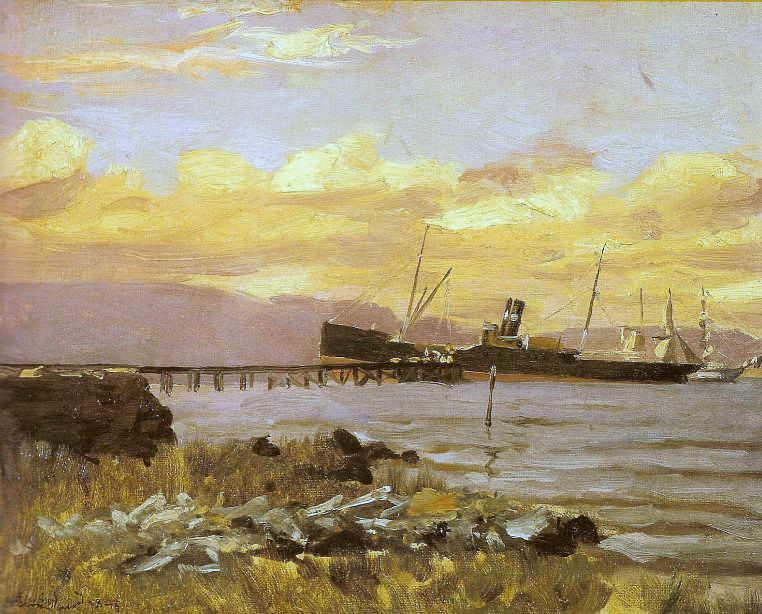
Vista do porto (1895)